# Ulrik Langen
Ulrik Langen (født 7. oktober 1966) er en dansk historiker og forfatter, som siden 2012 har været professor i 1700-tallets historie ved Københavns Universitet. Før da var han lektor ved Syddansk Universitet. Han har modtaget prisen for Årets historiske bog to gange og har været vært på Historiequizzen på DR K i tre sæsoner.

## Karriere
Ulrik Langen har en ph.d. i historie fra 1998 med afhandlingen I mindernes vold: Restaurationstidens kongelige ceremonier 1814-30. Europæiske kulturstudier. Han har siden udgivet flere bøger, eksempelvis Revolutionens Skygger (2005), der handler om de franske emigranter i København 1789-1814, og som i 2005 blev hædret som Årets historiske bog af Dansk Historisk Fællesråd.
I 2008 udgav han Den afmægtige – en biografi om Christian 7. (2008), som nyfortolker Christian 7.s person og rolle i Danmarkshistorien. Bogen blev nomineret til Årets historiske bog og opnåede en andenplads.
Bogen Hundemordet i Vimmelskaftet – og andre fortællinger fra 1700-tallets København (skrevet i samarbejde med Peter Henningsen) blev valgt til Årets historiske bog 2010.
Han har været historisk konsulent på filmen En kongelig affære fra 2012.
I 2013-2014 var han vært på de tre første sæsoner af Historiequizzen på DR K, hvor skiftende historikere, eksempelvis museumsinspektør på Middelaldercentret Kåre Johannessen og lektor i historie på Københavns Universitet Palle Roslyng-Jensen, dystede om viden om Danmarks historie.
I 2015 udgav han Tyven og var atter nomineret som forfatter til Årets historiske bog.
En anmeldelse i Historisk Tidsskrift mente at bogen leverede "en fin og grundigt dokumenteret fremstilling", men dog ikke tilførte megen substantiel ny viden.

## Forfatterskab
- I mindernes vold: Restaurationstidens kongelige ceremonier 1814-30. Europæiske kulturstudier, 1998.
- Ritualernes magt – ritualer i europæisk historie 500-2000, Roskilde Universitetsforlag 2002. ISBN 87-7867-156-6.
- Rygternes magt, Høst & Søn 2004. ISBN 87-14-29940-2.
- Revolutionens Skygger – Franske emigranter og andre folk i København 1789-1814, Lindhardt & Ringhof 2005. ISBN 87-595-2430-8.
- Den afmægtige – en biografi om Christian 7., Jyllands-Postens Forlag 2008. ISBN 978-87-7692-093-7.
- Hundemordet i Vimmelskaftet – og andre fortællinger fra 1700-tallets København (sammen med Peter Henningsen), Jyllands-Postens Forlag 2010. ISBN 9788776922214.
- Det sorteste hjerte: Historien om et dybt fald i enevældens København, København: Politikens Forlag 2012. ISBN 9788740000887
- Tyven, 2015.